# Star Trek - La nemesi
Star Trek - La nemesi (Star Trek: Nemesis), noto nel fandom anche con l'acronimo NEM o la sigla ST X, è un film di fantascienza del 2002 diretto da Stuart Baird. È la decima e ultima pellicola della serie cinematografica, prima della serie reboot, ispirata all'universo di Star Trek, serie televisiva originariamente ideata da Gene Roddenberry negli anni sessanta. È il quarto e ultimo episodio filmico in cui compare il cast di personaggi della serie televisiva Star Trek: The Next Generation.

## Trama
Su Romulus, i membri del Senato discutono i termini di pace e alleanza del leader ribelle remano Shinzon. I Remani sono una razza di schiavi dell'Impero Romulano, usati principalmente come minatori sul loro pianeta Remus, facente parte dello stesso sistema romulano. Mentre una fazione dell'esercito sostiene Shinzon, il Pretore e il Senato si oppongono ad un'alleanza. Dopo aver respinto la mozione, il Pretore ed i senatori vengono disintegrati da un dispositivo lasciato nella stanza dalla senatrice Talora, segretamente alleata con Shinzon. Nel frattempo, l'equipaggio della USS Enterprise si prepara a festeggiare due novelli sposi, il comandante William Riker e il consigliere Deanna Troi. Più tardi scoprono una lettura di energia su un pianeta vicino alla Zona Neutrale Romulana. Il capitano Jean-Luc Picard e i tenenti comandanti Worf e Data atterrano sul pianeta e scoprono i resti di un androide del tutto simile a Data chiamato B-4. L'equipaggio deduce che si tratti di una versione precedente di Data.
All'Enterprise viene ordinata una missione diplomatica su Romulus, dove il remano Shinzon nel frattempo è diventato Pretore dell'Impero con un colpo di stato appoggiato dai militari, e professa il desiderio di pace con la Federazione. All'arrivo, Shinzon rivela a Picard di essere un suo clone, creato segretamente dai Romulani per infiltrare una spia di alto rango nella Federazione. Il progetto fu abbandonato quando Shinzon era ancora un bambino e fu abbandonato su Remus a morire come schiavo. Salvato dai Remani, dopo molti anni divenne loro leader e costruì la sua nave ammiraglia pesantemente armata, la Scimitar. L'equipaggio dell'Enterprise scopre che la Scimitar sta producendo bassi livelli di radiazioni mortali di talaron, un materiale che anche in minima quantità potrebbe spazzare via in un attimo tutti gli organismi viventi. Inoltre Troi viene "molestata" telepaticamente dal primo tribuno remano di Shinzon.
La dottoressa Crusher scopre che Shinzon sta invecchiando rapidamente a causa del processo usato per clonarlo e che l'unico modo possibile per fermare l'invecchiamento precoce è una trasfusione di sangue di Picard. Shinzon rapisce Picard e B-4, che era stato lasciato sul pianeta vicino come esca. Con uno stratagemma, Data libera Picard: hanno visto abbastanza della Scimitar da intuire che Shinzon abbia intenzione di usare la nave da guerra per invadere la Federazione usando il suo generatore di radiazioni al talaron per sradicare tutta la vita sulla Terra.
L'Enterprise torna nello spazio della Federazione, ma la Scimitar le tende un'imboscata. Nonostante l'aiuto di due falchi da guerra romulani, fedeli al vecchio Senato, l'Enterprise viene gravemente danneggiata. Picard però sperona la Scimitar, paralizzando entrambe le navi. Shinzon attiva quindi l'arma al talaron e Picard si teletrasporta da solo sulla Scimitar per affrontalo, riuscendo infine ad ucciderlo. Poiché i teletrasportatori dell'Enterprise sono danneggiati, Data copre fisicamente la distanza tra le due navi (essendo un androide non risente del vuoto cosmico) e irradia Picard con un teletrasportatore di emergenza, sacrificando la sua vita per distruggere il generatore di talaron e la Scimitar con esso. L'equipaggio piange Data, e la sopravvissuta comandante dei falchi romulani intervenuti offre loro assistenza e gratitudine per aver salvato l'Impero.
Tornato sulla Terra, Picard saluta Riker che, promosso capitano, sta per assumere il comando della USS Titan, mentre l'Enterprise è sottoposta ad estese riparazioni in un bacino di carenaggio orbitale. Picard incontra B-4 e scopre che, prima di salire a bordo della Scimitar, Data aveva scaricato gli engrammi della sua rete neurale in B-4. Mentre B-4 inizia a cantare Blue Skies, una canzone che Data aveva cantato al matrimonio di Riker e Troi, Picard lascia gli alloggi di B-4, sorridendo al pensiero della possibilità di recuperare in qualche modo il coraggioso amico perduto.

## Distribuzione

### Cinema
La première del film si è tenuta a Hollywood il 9 dicembre 2002, mentre la distribuzione nei cinema statunitensi e canadesi a partire dal 13 dello stesso mese.
In Italia il film è stato distribuito a partire dal 16 maggio 2003.

### Home video
Negli Stati Uniti il film venne distribuito il 20 marzo 2003 in versione VHS e DVD, mentre il Blu-ray fu messo in commercio dal 22 settembre 2009, in versione singola oppure all'interno di un cofanetto contenente i quattro film con protagonista l'equipaggio di The Next Generation.

### Doppiaggio italiano
Il doppiaggio italiano del film è stato eseguito a cura della SEFIT-CDC, con dialoghi di Lorena Bertini, sotto la direzione di Cristina Boraschi e assistenza al doppiaggio di Corrado Russo.

## Accoglienza
Il film, prodotto ad un costo stimato di circa 60 milioni di dollari (2 più dell'episodio precedente), ne ricavò al botteghino appena 67,3 (circa la metà del precedente). Con un guadagno di circa 7 milioni di dollari, è stato il film della saga che ha avuto minore successo al botteghino.

## Riconoscimenti
- 2003 – Saturn Award
  - Candidatura a miglior film di fantascienza
  - Candidatura a miglior attore non protagonista a Tom Hardy
  - Candidatura a miglior costumi a Bob Ringwood
  - Candidatura a miglior trucco a Michael Westmore
- 2003 – Young Artist Award
  - Miglior giovane attore non protagonista a Michael Welch
  - Miglior film fantascientifico per famiglie

## Merchandising
- Nel 2002 la Art Aylum ha realizzato le action figure da 18cm dei quattro personaggi: Jean-Luc Picard, Data, Shinzon e il Viceré.